# Hyposmocoma insinuatrix
Hyposmocoma insinuatrix là một loài bướm đêm thuộc họ Cosmopterigidae. Nó là loài đặc hữu của Molokai. Loài địa phương ở Kainalu, ở đó nó was collected on an altitude between 2,000 và 3,000 feet.
Ấu trùng ăn Smilax sandwicensis. They bore in dead wood. They do not make a case.